# Raija Siekkinen
Raija Siekkinen (* 11. Februar 1953 in Kotka, Finnland; † 7. Februar 2004 ebenda) war eine finnische Schriftstellerin.

## Leben
Siekkinen schloss ihre Studien in den Fächern Literatur und Philosophie 1981 an der Universität Helsinki ab. Seit 1978 veröffentlichte sie mehr als ein Dutzend Romane und Kinderbücher. Ferner arbeitete sie als Übersetzerin.
Ihr erster in deutscher Sprache verlegter Erzählungsband Wie Liebe entsteht erschien 2014 in Zürich.

## Preise und Auszeichnungen
- 1989: Ehrendiplom, Börsenverein der Deutschen Buchhändler, Leipzig für Tyttö, puu ja peili.
- 1993: Runeberg-Preis für Metallin maku.
- 1998: Eino Leino-Preis.

## Veröffentlichungen
- Talven tulo. Otava, Helsinki 1978, ISBN 951-1-04768-X.
- Tuomitut. Otava, Helsinki 1982, ISBN 951-1-06765-6.
- Eläman keskipste. Otava, Helsinki 1983, ISBN 951-1-07615-9.
- Pieni valhe. Otava, Helsinki 1986, ISBN 951-1-08879-3.
- Herra kuningas. Kinderbuch. Illustriert von Hannu Taina. Otava, Helsinki 1986, ISBN 951-1-08755-X.
- Tytö, puu ja peili. Kinderbuch. Illustriert von Hannu Taina. Otava, Helsinki 1987, ISBN 951-1-09729-6.
- Utelias fauni. Kinderbuch. Otava, Helsinki 1988, ISBN 951-1-10106-4.
- Saari. Otava, Helsinki 1988, ISBN 951-1-10296-6.
- Jttiläiskala. Kinderbuch. Otava, Helsinki 1991, ISBN 951-1-11460-3.
- Kuinka rakkaus syntyy. Otava, Helsinki 1991, ISBN 951-1-11478-6. (Wie Liebe entsteht, dt. von Elina Kritzokat, Dörlemann, Zürich 2014)
- Metallin maku. Otava, Helsinki 1992, ISBN 951-1-12401-3.
- Häiriö maisemassa. Otava, Helsinki 1994, ISBN 951-1-13412-4.
- Kaunis nimi. Otava, Helsinki 1996, ISBN 951-1-14605-X.
- Se tapahtui täällja. Otava, Helsinki 1999, ISBN 951-1-15043-X.
- Kallisti ostetut paivät. Otava Helsinki 2002, ISBN 951-1-18883-6.
- Novellit. Otava, Helsinki 2007, ISBN 978-951-121489-2.

### Übersetzung
- Maailman kaunein laulu. Otava, Helsinki 1989, ISBN 951-1-10341-5.
  - aus dem Deutschen: Max Bolliger: Das schönste Lied. mit Illustrationen von Jindra Čapek. Bohem Press, Zürich 1980, ISBN 3-85581-147-4.